# إلفسينا
إلفسينا: (باليونانية:Ελευσίνα)، (بالإنجليزية:Elefsina)، مدينة يونانية تقع في جنوب وسط البلاد ضمن منطقة أتيكا الإدارية، وهي مركز مقاطعة أتيكا الغربية ضمن هذه المنطقة الإدارية.

## الموقع والسكان
تقع المدينة على مسافة 21 كيلومتر إلى الشمال الشرقي من أثينا على ساحل خليج إلفسينا أحد تفرعات الخليج الساروني الكبير.
يبلغ عدد سكان المدينة حوالي 25 ألف نسمة، وهي من المدن الصناعية الهامة في اليونان، وتعتبر المركز الأول لتكرير النفط وطنياً.
لو أنت في اكاديميه الشروق يبقى قوم روح يا مان عشان الكلام ده غلط

## التاريخ
كشف علماء الآثار عن بقايا تعود للقرن الخامس عشر قبل الميلاد في المدينة التي أصبحت لاحقاً في بداية الفترة الكلاسيكية أحد المدن المنافسة لأثينا، ولكنها خضعت للسيطرة الأثينية بعد ذلك بدءاً من زمن سولون.
نمت في المدينة طقوس عبادة ديميتر والطقوس الإليوسينية السرية، وقد كانت معابدها تتوسع بانتظام منذ زمن بريكليس، تحت حكم المقدونيين، وأيضاً في فترة الحكم الرومان.
بدأت الإنشاءات الإمبراطورية في موقع المدينة في زمن هادريان، وسعها الإمبراطور ماركوس أوريليوس بعدما خربها السامارتيون عام 170 م. والذي سمح له بالدخول وأداء الطقوس السرية عام 176 م. في مركز الأناكتورون أكثر الأماكن قدسيةً في مجمع المعابد الإليوسينية.
تم تقليد آخر كاهن إغريقي في المعبد في عهد الإمبراطور جوليان، واستمرت تأدية الطقوس في هذا المعبد حتى منعها ثيودوسيوس الأول عام 392 م. فقدت المدينة بعد ذلك أهميتها التي كانت مرتبطة بالمعبد، ولم تعد مسكونة حتى القرن الثامن عشر.

### الطقوس الإليوسينية
ارتبطت هذه الطقوس بأسطورة ديميتر وابنتها برسيفون والتي تمثل فكرة الموت والانبعاث من الموت، وبالتالي فكرة الحياة بعد الموت. كانت هذه الطقوس تهدف لكشف ماذا سيحدث للمرء حسب المفهوم الميثولوجي الإغريقي بعد وضعه في القبر، اعتبرت هذه الطقوس سرية للغاية في اليونان القديمة وكان يحكم على كل من يحاول كشفها للعامة بالموت. وبالتالي لم تعرف طبيعتها إلى الآن لقلة المصادر عنها ومن المعتقد أن الخاضعين لها كانوا يتعاطون مشروباً مهلوساً مكوناً من الشعير الذي يحتوي على مادة مخدرة.

## المعالم الأساسية
أهم معلم أثري في المدينة هو مجمع معابد إليفسيس القديمة، أما ما تبقى من المدينة فهو حديث البناء، ومن أهم عناصر المجمع المقدس :
- الساحة الأمامية الكبيرة: وهي في نهاية الطريق المقدس والذي ما زال على تعبيده القديم، كان يتم فيها تجميع المشاركين في الطقوس وتطهيرهم قبل دخول الحرم المقدس.
- بقايا معبد أرتيمس: وتوجد في مركز الساحة الأمامية.
- البروبيليا (Propylaia): وهي مجموعة المداخل والبوابات إلى حرم المعبد، ويوجد تجمع المداخل الكبرى، وتجمع المداخل الصغرى.
- المعابد الداخلية: وهي كانت محرمة على العامة لمدة ألفي سنة تحت عقوبة الإعدام وأهم ما فيها البلوتونيون (Plutonion) وهو معبد مكرس لبلوتو (هاديس)، مزار مكرس لسابينا زوجة الإمبراطور هادريان التي أعطاها الإغريق لقب ديميتر الجديدة، مزار مكرس لـفاوستينا زوجة أنطونيوس بيوس، قاعة التيليستيريون (Telesterion) الكبرى وهي القاعة المقدسة والتي كانت تجري فيها الطقوس السرية قواعدها منحوتة في الصخور، كانت هذه القاعة تتسع لـثلاثة آلاف شخص في نفس الوقت في مركزها يوجد الأناكتورون (Anaktoron) وهو قدس الأقداس الذي كان مؤلفاً من غرفة صغيرة محفورة في الأرض. بينت الكشوف الأثرية عن وجود ستة بنى أثرية متلاحقة في مكان التيليستيريون من العصر الميسيني إلى الروماني.

أسوار المدينة الدفاعية: وهي تحصينات تعود للفترة الكلاسيكية وفيها عدة عناصر معمارية دفاعية من أبراج، ساحات ومساكن مضلعة.
متحف إليفسينا الأركيولوجي: يحتوي على مجموعة كبيرة من اللقى الأثرية من موقع المعابد.

## متفرقات
- عرفت المدينة بأنها موطن البطل الإغريقي أخيلوس الذي كان شخصية أساسية في الحروب الطروادية.
- تعتبر المدينة ضاحية من الضواحي البعيدة لأثينا، وترتبط بها عبر الطريق الوطني 8A والذي يربط العاصمة بكالاماتا، وعبر قطار ضواحي أثينا الكهربائي.
- يتم بالقرب من المدينة تصفية معظم النفط الخام المستورد إلى اليونان، وبالتالي فهي تعتبر من المدن الصناعية الهامة.
- أهم نادي كرة قدم في المدينة هو بانإليفسينايكوس.